# Meistriliiga
La Meistriliiga —conocida como A. Le Coq Premium liiga por motivos de patrocinio— es la máxima categoría masculina de fútbol del sistema de ligas de Estonia, organizada por la Asociación Estonia de Fútbol. Comenzó a disputarse en la temporada 1992, un año después de la independencia del país.
La competición se desarrolla desde febrero hasta noviembre por razones climatológicas. Cada temporada consta de 10 clubes que juegan todos contra todos en cuatro rondas: aquel que obtenga más puntos se proclama campeón, mientras que el último desciende a la segunda categoría. El club más laureado del país es el FC Flora Tallin y casi todos los títulos han sido conquistados por clubes de la ciudad de Tallin.

## Historia
El primer campeonato de fútbol de Estonia data de 1921, con la participación de cuatro clubes en eliminación directa: la final enfrentó a dos clubes de la capital, con victoria del Tallinna Sport sobre el Tallinna J. K. Este formato se mantuvo hasta la introducción del sistema de liga en 1929, primero a partido único y desde 1936 a ida y vuelta.
Después de que Estonia fuese anexionada por la Unión Soviética en 1944, los clubes estonios pasaron al sistema de ligas de la URSS. La denominada «Liga de la RSS de Estonia» era una división regional integrada en las categorías inferiores. Durante 47 años el único club estonio que llegó hasta la máxima división soviética fue el Tallinna Kalev en 1960 y 1961.
Con la independencia de Estonia en 1991, la recién creada Asociación Estonia de Fútbol conformó una liga nacional a partir de 1992, cuyo primer vencedor fue el F. C. Norma. Las seis siguientes ediciones se celebraron con el calendario futbolístico europeo, desde otoño hasta verano. Sin embargo el clima gélido del país motivó que, a partir de 1999, cada temporada se desarrollara entre marzo y noviembre. El torneo ha estado marcado por la irrupción de dos clubes de la capital: el FC Flora —fundado por Aivar Pohlak y auspiciado por la federación— y el FCI Levadia.

## Participantes
A lo largo de su historia la Meistriliiga ha contado con un total de 37 participantes, de los cuales solamente dos han disputado todas las ediciones: FC Flora y JK Narva Trans.

### Temporada 2024
| Equipos           | Ciudad     | Estadio                      | Capacidad |
| ----------------- | ---------- | ---------------------------- | --------- |
| Flora Tallin      | Tallin     | A. Le Coq Arena              | 15 000    |
| JK Tallinna Kalev | Tallin     | Kalevi Keskstaadion          | 11 500    |
| FC Kuressaare     | Kuressaare | Estadio Municipal            | 1 000     |
| FCI Levadia       | Tallin     | A. Le Coq Arena              | 15 000    |
| Narva Trans       | Narva      | Estadio Narva Kreenholm      | 1 065     |
| Nõmme Kalju       | Tallin     | Estadio Hiiu                 | 650       |
| Nõmme United      | Tallin     | Estadio Männiku              | 500       |
| Paide             | Paide      | Estadio Municipal            | 270       |
| Tammeka           | Tartu      | Estadio Tamme                | 1 500     |
| JK Vaprus Pärnu   | Pärnu      | Estadio de la Playa de Pärnu | 1 500     |

## Sistema de competición
La Meistriliiga es un torneo organizado y regulado por la Asociación Estonia de Fútbol, conjuntamente con el resto de categorías inferiores, y es la única liga profesional del país. La competición se disputa anualmente, empezando en febrero y terminando en noviembre del mismo año. Desde la temporada 2020 consta de dos fases: liga regular y grupos por objetivos.
En la liga regular, los diez equipos participantes se enfrentan todos contra todos en tres ocasiones —dos en campo propio y una en campo contrario, o viceversa— hasta sumar 27 jornadas. El orden de los encuentros se decide por sorteo antes de empezar la competición. Al término de esta etapa, los clubes mantienen su puntuación y se dividen en dos grupos: uno por el campeonato —primero al sexto— y otro por la permanencia —séptimo al décimo—. Los equipos que han jugado en el primer grupo habrán disputado 32 partidos al final de temporada, mientras que los del segundo habrán jugado 30 partidos.
La clasificación final se establece con arreglo a los puntos totales obtenidos por cada equipo al finalizar el campeonato. Los equipos obtienen tres puntos por cada partido ganado, un punto por cada empate y ningún punto por los partidos perdidos. Si al finalizar el campeonato dos equipos igualan a puntos, los mecanismos para desempatar la clasificación son los siguientes:
1. El que tenga una mayor diferencia entre goles a favor y en contra, según el resultado de los partidos jugados entre ellos.
2. El que tenga la mayor diferencia de goles a favor, teniendo en cuenta todos los obtenidos y recibidos en el transcurso de la competición.
3. El club que haya marcado más goles.

El equipo que al final sume más puntos, será el campeón nacional y tendrá derecho a disputar la Liga de Campeones de la UEFA desde la primera ronda clasificatoria. El segundo clasificado, así como el vencedor de la Copa de Estonia, obtienen una plaza en la fase clasificatoria de la Liga Conferencia Europa. En caso de que el ganador de la Copa esté entre los dos mejores, el tercer clasificado de la liga será quien tenga derecho a jugar competición europea.
El último clasificado desciende a la segunda categoría —Esiliiga— y es reemplazado por el campeón de la división inferior, mientras que el penúltimo disputa un partido de promoción con el subcampeón de la Esiliiga. Los filiales de equipos que ya se encuentran en la Meistriliiga no pueden ascender.

## Historial
Para ver todos los campeones de la etapa amateur y de la etapa soviética, véase Historial de la Meistriliiga
| Temporada    | Campeón        | Subcampeón          | Tercero             | Notas                                                                            |
| Meistriliiga | Meistriliiga   | Meistriliiga        | Meistriliiga        | Meistriliiga                                                                     |
| ------------ | -------------- | ------------------- | ------------------- | -------------------------------------------------------------------------------- |
| 1992         | FC Norma       | JK EP Jõhvi         | FC TVMK             | Temporada de transición con 14 equipos                                           |
| 1992-93      | FC Norma       | FC Flora            | FC Nikol            | Liga reducida a 12 equipos                                                       |
| 1993-94      | FC Flora       | FC Norma            | FC Nikol            | Se jugó un partido final de desempate entre los dos primeros, igualados a puntos |
| 1994-95      | FC Flora       | Lantana-Marlekor    | JK Narva Trans      | Liga reducida a 8 equipos                                                        |
| 1995-96      | FC Lantana     | FC Flora            | FC TVMK             |                                                                                  |
| 1996-97      | FC Lantana     | FC Flora            | JK Sadam            |                                                                                  |
| 1997-98      | FC Flora       | JK Sadam            | FC Lantana          |                                                                                  |
| 1998         | FC Flora       | JK Sadam            | FC Lantana          | Temporada de transición                                                          |
| 1999         | FC Levadia     | Viljandi JK Tulevik | FC Flora            |                                                                                  |
| 2000         | FC Levadia     | FC Flora            | FC TVMK             |                                                                                  |
| 2001         | FC Flora       | FC TVMK             | FC Levadia          |                                                                                  |
| 2002         | FC Flora       | FC Levadia          | FC TVMK             |                                                                                  |
| 2003         | FC Flora       | FC TVMK             | FC Levadia          |                                                                                  |
| 2004         | FC Levadia     | FC TVMK             | FC Flora            |                                                                                  |
| 2005         | FC TVMK        | FC Levadia          | JK Narva Trans      | Liga ampliada a 10 equipos                                                       |
| 2006         | FC Levadia     | JK Narva Trans      | FC Flora            |                                                                                  |
| 2007         | FC Levadia     | FC Flora            | FC TVMK             |                                                                                  |
| 2008         | FC Levadia     | FC Flora            | JK Narva Trans      |                                                                                  |
| 2009         | FC Levadia     | JK Sillamäe         | JK Narva Trans      |                                                                                  |
| 2010         | FC Flora       | FC Levadia          | JK Narva Trans      |                                                                                  |
| 2011         | FC Flora       | JK Nõmme Kalju      | JK Narva Trans      |                                                                                  |
| 2012         | JK Nõmme Kalju | FC Levadia          | FC Flora            |                                                                                  |
| 2013         | FC Levadia     | JK Nõmme Kalju      | JK Sillamäe         |                                                                                  |
| 2014         | FC Levadia     | JK Sillamäe         | FC Flora            |                                                                                  |
| 2015         | FC Flora       | FC Levadia          | JK Nõmme Kalju      |                                                                                  |
| 2016         | FC Infonet     | FC Levadia          | JK Nõmme Kalju      |                                                                                  |
| 2017         | FC Flora       | FC Levadia          | JK Nõmme Kalju      |                                                                                  |
| 2018         | JK Nõmme Kalju | FCI Levadia         | FC Flora            |                                                                                  |
| 2019         | FC Flora       | FCI Levadia         | JK Nõmme Kalju      |                                                                                  |
| 2020         | FC Flora       | Paide Linnameeskond | FCI Levadia         |                                                                                  |
| 2021         | FCI Levadia    | FC Flora            | Paide Linnameeskond |                                                                                  |
| 2022         | FC Flora       | FCI Levadia         | Paide Linnameeskond |                                                                                  |
| 2023         | FC Flora       | FCI Levadia         | JK Tallinna Kalev   |                                                                                  |
| 2024         | FCI Levadia    | JK Nõmme Kalju      | Paide Linnameeskond |                                                                                  |

## Palmarés
| Club                 | Títulos | Subcampeonatos | Años de los campeonatos                                                                           |
| -------------------- | ------- | -------------- | ------------------------------------------------------------------------------------------------- |
| FC Flora Tallin      | 15      | 7              | 1993-94, 1994-95, 1997-98, 1998, 2001, 2002, 2003, 2010, 2011, 2015, 2017, 2019, 2020, 2022, 2023 |
| FCI Levadia Tallinn  | 11      | 11             | 1999, 2000, 2004, 2006, 2007, 2008, 2009, 2013, 2014, 2021, 2024                                  |
| JK Nõmme Kalju       | 2       | 3              | 2012, 2018                                                                                        |
| FC Lantana Tallinn † | 2       | 1              | 1995-96, 1996-97                                                                                  |
| FC Norma Tallinn †   | 2       | 1              | 1992, 1992-93                                                                                     |
| FC TVMK Tallinn †    | 1       | 3              | 2005                                                                                              |
| FC Infonet Tallinn   | 1       | -              | 2016                                                                                              |
| JK Sadam Tallinn     | -       | 2              |                                                                                                   |
| JK Sillamäe Kalev    | -       | 2              |                                                                                                   |
| JK EP Jõhvi          | -       | 1              |                                                                                                   |
| Viljandi JK Tulevik  | -       | 1              |                                                                                                   |
| JK Narva Trans       | -       | 1              |                                                                                                   |
| Paide Linnameeskond  | -       | 1              |                                                                                                   |

- † Equipo desaparecido.

## Goleadores
| Temporada | Máximo goleador             | Club                              | Goles |
| --------- | --------------------------- | --------------------------------- | ----- |
| 1992      | Sergei Bragin               | FC Norma Tallinn                  | 18    |
| 1992-93   | Sergei Bragin               | FC Norma Tallinn                  | 27    |
| 1993-94   | Maksim Gruznov              | FC Tevalte Tallinn                | 21    |
| 1994-95   | Sergei Morozov              | FC Lantana Tallinn                | 25    |
| 1995-96   | Lembit Rajala               | FC Flora Tallin                   | 16    |
| 1996-97   | Sergei Bragin               | FC Lantana Tallinn                | 18    |
| 1997-98   | Konstantin Nahk             | JK Sadam Tallinn                  | 18    |
| 1998      | Konstantin Nahk             | JK Sadam Tallinn                  | 13    |
| 1999      | Toomas Krom                 | FC Levadia Tallinn                | 19    |
| 2000      | Toomas Krom Egidijus Jushka | FC Levadia Maardu FC TVMK Tallinn | 24    |
| 2001      | Maksim Gruznov              | JK Narva Trans                    | 37    |
| 2002      | Andrei Krõlov               | FC TVMK Tallinn                   | 37    |
| 2003      | Tor Henning Hamre           | FC Flora Tallin                   | 39    |
| 2004      | Vjatsheslav Zahovaiko       | FC Flora Tallin                   | 28    |
| 2005      | Tarmo Neemelo               | FC TVMK Tallinn                   | 41    |
| 2006      | Maksim Gruznov              | JK Narva Trans                    | 31    |
| 2007      | Dmitri Lipartov             | JK Narva Trans                    | 30    |
| 2008      | Ingemar Teever              | Nõmme Kalju FC                    | 23    |
| 2009      | Vitali Gussev               | FC Levadia Tallinn                | 26    |
| 2010      | Sander Post                 | FC Flora Tallin                   | 24    |
| 2011      | Aleksandrs Čekulajevs       | JK Narva Trans                    | 46    |
| 2012      | Vladislav Ivanov            | JK Narva Trans                    | 23    |
| 2013      | Vladimir Voskoboinikov      | Nõmme Kalju FC                    | 23    |
| 2014      | Evgeny Kabaev               | JK Sillamäe Kalev                 | 35    |
| 2015      | Ingemar Teever              | FC Levadia Tallinn                | 24    |
| 2016      | Evgeny Kabaev               | JK Sillamäe Kalev                 | 25    |
| 2017      | Rauno Sappinen Albert Prosa | FC Flora Tallin FC Infonet Tallin | 27    |
| 2018      | Ellinton Costa Morais       | Nõmme Kalju FC                    | 31    |
| 2019      | Erik Sorga                  | FC Flora Tallin                   | 31    |
| 2020      | Rauno Sappinen              | FC Flora Tallin                   | 26    |
| 2021      | Henri Anier                 | Paide Linnameeskond               | 26    |
| 2022      | Zakaria Beglarishvili       | FCI Levadia Tallinn               | 21    |
| 2023      | Tristan Koskor              | JK Narva Trans                    | 16    |
| 2024      | Alex Matthias Tamm          | Nõmme Kalju FC                    | 28    |

## Estadísticas
| #  | Jugador           | Partidos |
| -- | ----------------- | -------- |
| 1  | Andrei Kalimullin | 517      |
| 2  | Stanislav Kitto   | 515      |
| 3  | Maksim Gruznov    | 494      |
| 4  | Konstantin Nahk   | 481      |
| 5  | Tarmo Neemelo     | 450      |
| 6  | Deniss Malov      | 439      |
| 7  | Markus Jürgenson  | 433      |
| 8  | Sergei Kazakov    | 432      |
| 9  | Vitali Leitan     | 418      |
| 10 | Vitali Teleš      | 391      |

| #  | Jugador              | Goles |
| -- | -------------------- | ----- |
| 1  | Maksim Gruznov       | 304   |
| 2  | Vjatšeslav Zahovaiko | 211   |
| 3  | Tarmo Neemelo        | 196   |
| 4  | Andrei Krõlov        | 162   |
| 4  | Vitali Leitan        | 162   |
| 6  | Ingemar Teever       | 157   |
| 7  | Konstantin Nahk      | 153   |
| 8  | Dmitri Lipartov      | 152   |
| 9  | Indrek Zelinski      | 146   |
| 10 | Albert Prosa         | 133   |